# Bonnières (Pas-de-Calais)
Pour les articles homonymes, voir Bonnières.
Bonnières est une commune française située dans le département du Pas-de-Calais en région Hauts-de-France. Ses habitants sont appelés les Bonnièrois. La commune est membre de la communauté de communes du Ternois.
Les revenus des habitants sont essentiellement agricoles ou dépendent de l'agriculture, avec 25 exploitations sur la commune au début du XXe siècle.
Le 1er janvier 2019, la commune de Canteleux est intégrée à celle de  Bonnières avec la création d'une commune nouvelle sans l'institution de communes déléguées.

## Géographie

### Localisation
Localisée dans le sud du département du Pas-de-Calais et limitrophe du département de la Somme, la commune de Bonnières est située sur le plateau qui sépare les deux fleuves côtiers parallèles que sont la Canche de l'Authie.
Après l'intégration de Canteleux en 2019, sa surface est d'environ 2 716 ha, ce qui en fait l'une des cinq communes les plus vastes du Pas-de-Calais.
Le nouveau territoire de la commune est désormais limitrophe de ceux de onze communes, dont cinq, Barly, Neuvillette, Bouquemaison, Remaisnil et Frohen-sur-Authie dans le département de la Somme.
Les communes limitrophes sont Ligny-sur-Canche, Barly, Rebreuve-sur-Canche, Villers-l'Hôpital, Bouquemaison, Frohen-sur-Authie, Remaisnil, Bouret-sur-Canche, Fortel-en-Artois, Frévent et Neuvillette.
Avant la fusion de 2019, les communes limitrophes de Bonnières  avec Canteleux, étaient :
| Fortel-en-Artois                             | Ligny-sur-Canche, Frévent | Bouret-sur-Canche                         |
| Villers-l'Hôpital                            | Bonnières                 | Rebreuve-sur-Canche, Bouquemaison (Somme) |
| Frohen-sur-Authie (Somme), Remaisnil (Somme) | Barly (Somme)             | Canteleux                                 |

### Géologie et relief
La superficie de la commune est de 27,16 km2 ; son altitude varie de 54  à   156 mètres.

### Hydrographie

#### Réseau hydrographique
La commune est située dans le bassin Artois-Picardie. Elle est drainée par le Courcelles et la Hayette,,.

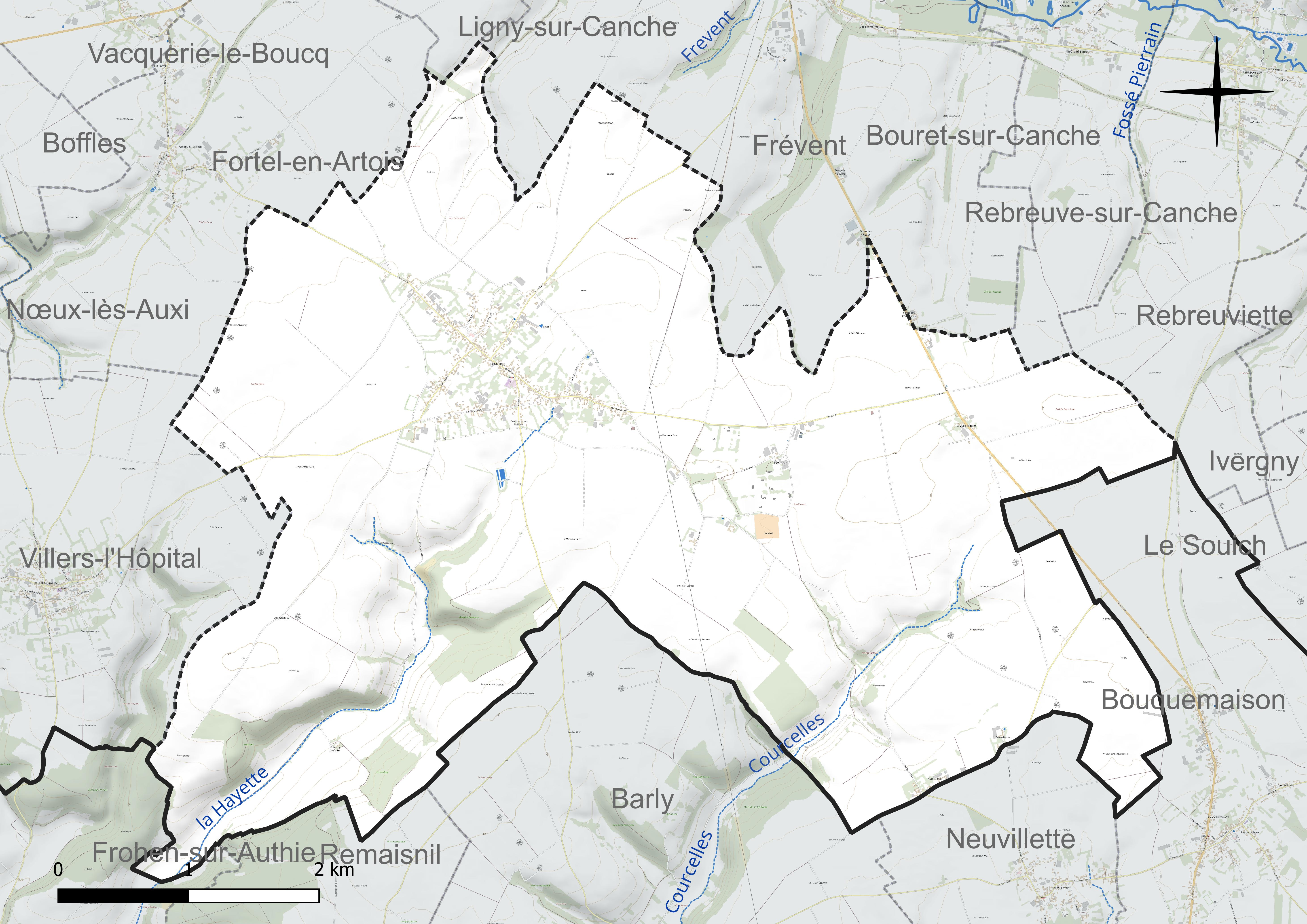
Réseau hydrographique de Bonnières.

#### Gestion et qualité des eaux
Le territoire communal est couvert par le schéma d'aménagement et de gestion des eaux (SAGE) « Authie ». Ce document de planification concerne un territoire de 1 253 km2 de superficie, délimité par le bassin versant de l'Authie. Le périmètre a été arrêté le 5 août 1999 et le SAGE proprement dit est, en 2024, en cours d'élaboration. La structure porteuse de l'élaboration et de la mise en œuvre est le syndicat mixte Canche Et Authie.
La qualité des cours d'eau peut être consultée sur un site dédié géré par les agences de l'eau et l'Agence française pour la biodiversité.

### Climat
Pour des articles plus généraux, voir Climat des Hauts-de-France et Climat du Pas-de-Calais.
En 2010, le climat de la commune est de type climat des marges montargnardes, selon une étude du CNRS s'appuyant sur une série de données couvrant la période 1971-2000. En 2020, Météo-France publie une typologie des climats de la France métropolitaine dans laquelle la commune est exposée à un climat océanique et est dans la région climatique Côtes de la Manche orientale, caractérisée par un faible ensoleillement (1 550 h/an) ; forte humidité de l'air (plus de 20 h/jour avec humidité relative > 80 % en hiver), vents forts fréquents.
Pour la période 1971-2000, la température annuelle moyenne est de 10 °C, avec une amplitude thermique annuelle de 13,9 °C. Le cumul annuel moyen de précipitations est de 892 mm, avec 12,7 jours de précipitations en janvier et 9,4 jours en juillet. Pour la période 1991-2020, la température moyenne annuelle observée sur la station météorologique la plus proche, située sur la commune de Bernaville à 14 km à vol d'oiseau, est de 10,4 °C et le cumul annuel moyen de précipitations est de 877,3 mm,. Pour l'avenir, les paramètres climatiques de la commune estimés pour 2050 selon différents scénarios d'émission de gaz à effet de serre sont consultables sur un site dédié publié par Météo-France en novembre 2022.

### Paysages
Pour un article plus général, voir Paysage en France.
La commune s'inscrit à la jonction de deux paysages régionaux tels qu'ils sont définis dans l'atlas de paysages de la région Nord-Pas-de-Calais, conçu par la direction régionale de l'Environnement, de l'Aménagement et du Logement (DREAL), :
- les « paysages du val d'Authie », qui concernent 83 communes, se délimitent : au sud, dans le département de la  Somme par les « paysages de l'Authie et du Ponthieu », dépendant de l'atlas de paysages de la Picardie et au nord et à l'est par les « paysages du Montreuillois », les « paysages du Ternois » et les « paysages des plateaux cambrésiens et artésiens ». Le caractère frontalier de la vallée de l'Authie, aujourd’hui entre le Pas-de-Calais et la Somme, remonte au Moyen Âge où elle séparait le royaume de France du royaume d'Espagne, au nord[12].

Le coteau nord est escarpé alors que le coteau sud offre des pentes plus douces. À l'ouest, l'Authie s'ouvre sur la baie d'Authie, typique de l'estuaire picard, et se jette dans la Manche. Avec son vaste estuaire et les paysages des bas-champs, la baie d'Authie contraste avec les paysages plus verdoyants en amont.
L’Authie, entaille profonde du plateau artésien, a créé des entités écopaysagères prononcées avec un plateau calcaire dont l'altitude varie de 100  à   163 m qui s'étend de chaque côté du fleuve. L'altitude du plateau décline depuis le pays de Doullens, à l'est (point culminant à 163 m), vers les bas-champs picards, à l'ouest (moins de 40 m). Le fond de la vallée de l'Authie, quant à lui, est recouvert d'alluvions et de tourbes. L'Authie est un fleuve côtier classé comme cours d'eau de première catégorie où le peuplement piscicole dominant est constitué de salmonidés.
L’occupation des sols des « paysages du val d'Authie » est composée pour 69,48 % en cultures, 15,34 % en prairies naturelles, permanentes, 7,79 % en forêts et milieux semi-naturels, 5,04 % en espaces artificialisés avec principalement les communes d'Auxi-le-Château et Doullens, 1,11 % en cours d'eau et plans d'eau, 0,87 % en peupleraies et 0,37 % en espaces industriels ;
- les « paysages du Ternois », qui concernent 138 communes avec trois pôles d'attraction que sont Hesdin-la-Forêt à l'ouest, Saint-Pol-sur-Ternoise à l'est et, dans une moindre mesure, Frévent en lisière sud, sont délimités par deux cours d'eau : la Canche au sud et la Ternoise au nord. Ces paysages sont composés de plateaux, de vallées et de bocages. Les plateaux du Ternois montrent une structure tabulaire assez plane et une altitude assez régulière avec des points culminants entre 150  à   160 m[13].

Le territoire d'une vingtaine de kilomètres du nord au sud et d'est en ouest, est traversé par la D 939 reliant Saint-Pol-sur-Ternoise à Hesdin-la-Forêt, par la D 912 entre Saint-Pol-sur-Ternoise et Frévent et par la ligne ferroviaire de Saint-Pol-sur-Ternoise à Étaples dans la vallée de la Canche. La position excentrée, en l'absence de grands axes autoroutiers ou ferrés structurants, a permis au Ternois de conserver un caractère rural.
Au niveau de l'occupation des sols de ces « paysages du Ternois », les surfaces cultivées représentent 66,80 % de la surface totale et sont omniprésentes sur les plateaux avec majoritairement la culture de la betterave et de la pomme de terre, les prairies naturelles, permanentes 19 %, les forêts, comme la forêt d'Hesdin, et milieux semi-naturels 7,26 %, présentes dans les deux principales vallées de la Ternoise et de la Canche, les espaces artificialisés 3,22 % avec principalement les communes de Saint-Pol-sur-Ternoise, Hesdin-la-Forêt et Frévent, les espaces industriels 0,52 % et les cours d'eau et plans d'eau 0,21 %.

### Milieux naturels et biodiversité
Dans le cadre des projets de la commune en 2012 au hameau de Beauvoir, la peupleraie devrait être transformée en corridor biologique dans le cadre de la Trame verte et bleue communale et régionale. « Une action qui - c'est en tous cas l'espoir du conseil municipal - devrait permettre d'éviter la disparition de milliers d'espèces animales et végétales ».
La commune est située dans un fond alluvial de petite vallée, qui est d'intérêt pour la trame verte et bleue.

#### Zones naturelles d'intérêt écologique, faunistique et floristique
L'inventaire des zones naturelles d'intérêt écologique, faunistique et floristique (ZNIEFF) a pour objectif de réaliser une couverture des zones les plus intéressantes sur le plan écologique, essentiellement dans la perspective d'améliorer la connaissance du patrimoine naturel national et de fournir aux différents décideurs un outil d'aide à la prise en compte de l'environnement dans l'aménagement du territoire.
Le territoire communal comprend deux ZNIEFF de type 1 :
- les coteaux et bois de Remaisnil, Frohen et Courcelles. Cette ZNIEFF est constituée de boisements relativement diversifiés et gérés en futaie et taillis sous futaie[15] ;
- le fond de Croisette. Cette ZNIEFF est constituée d'une flore calcicole très diversifiée, typique de l'Artois méridional[16].

et deux ZNIEFF de type 2 : 
- la moyenne vallée de l'Authie et ses versants entre Beauvoir-Wavans et Raye-sur-Authie. Cette ZNIEFF de la moyenne vallée de l'Authie comprend une organisation paysagère régulière avec le fond de vallée humide, des versants calcaires, pentes boisées et hauteurs cultivées[17] ;
- la haute vallée de la Canche et ses versants en amont de Sainte-Austreberthe qui se situe dans le pays du Ternois. Il offre un relief de coteau abrupt au Nord et des pentes douces au Sud. Le fond de vallée est constitué de pâturages et de zones de cultures. Les versants les plus pentus et inaccessibles accueillent des boisements[18].

Carte des ZNIEFF de type 1 et 2 sur la commune
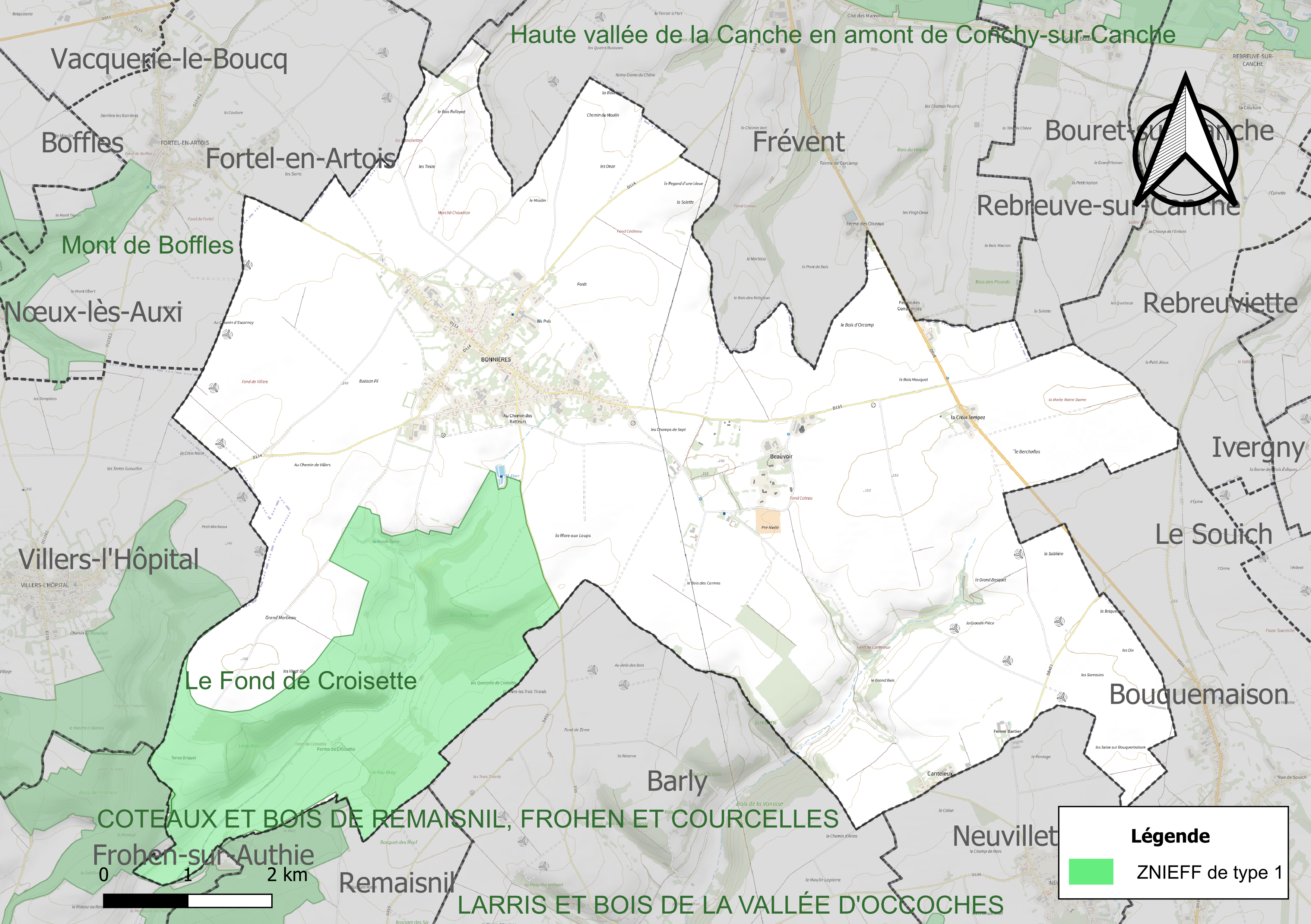
Carte des ZNIEFF de type 1 sur la commune.
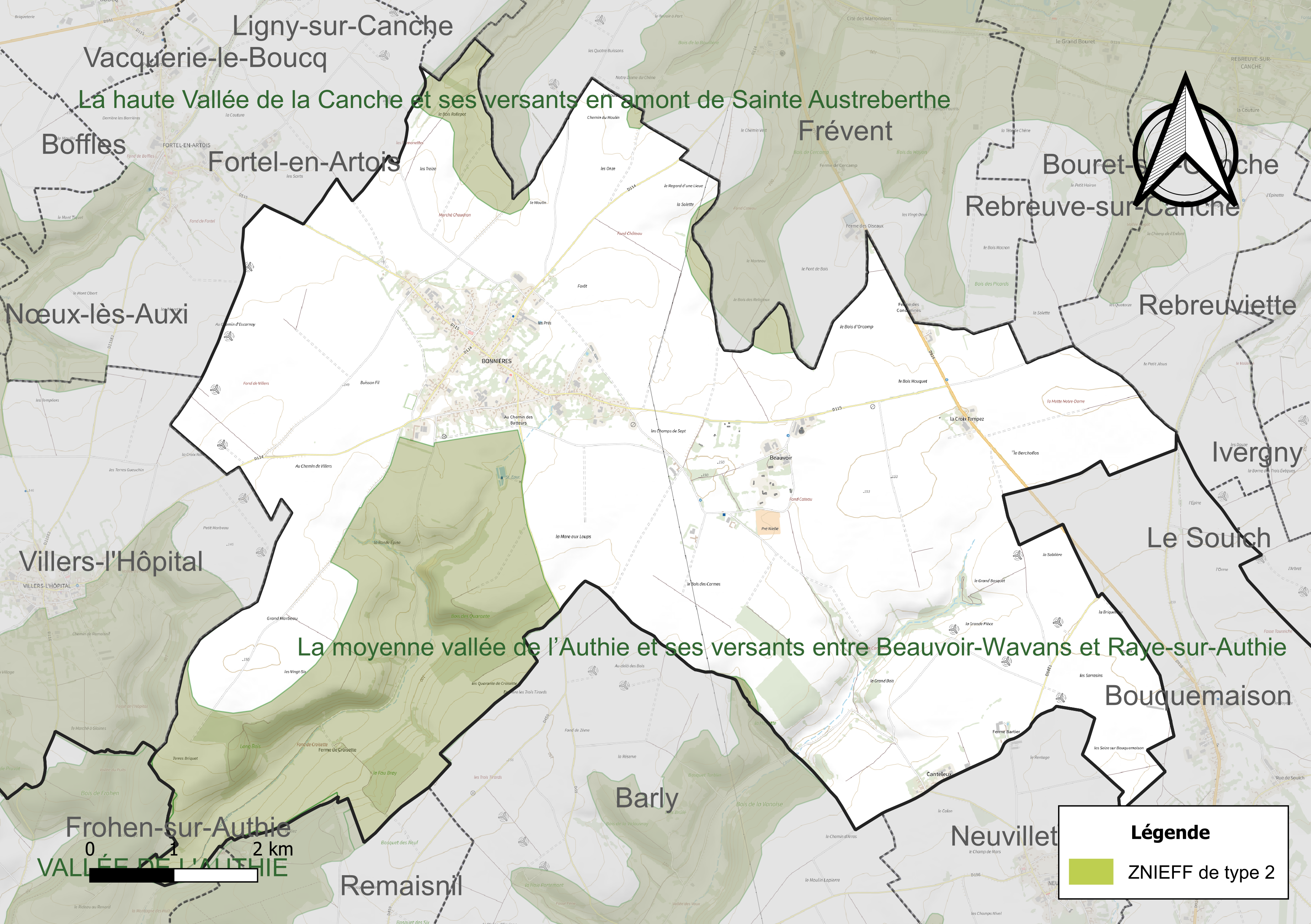
Carte des ZNIEFF de type 2 sur la commune.

## Urbanisme

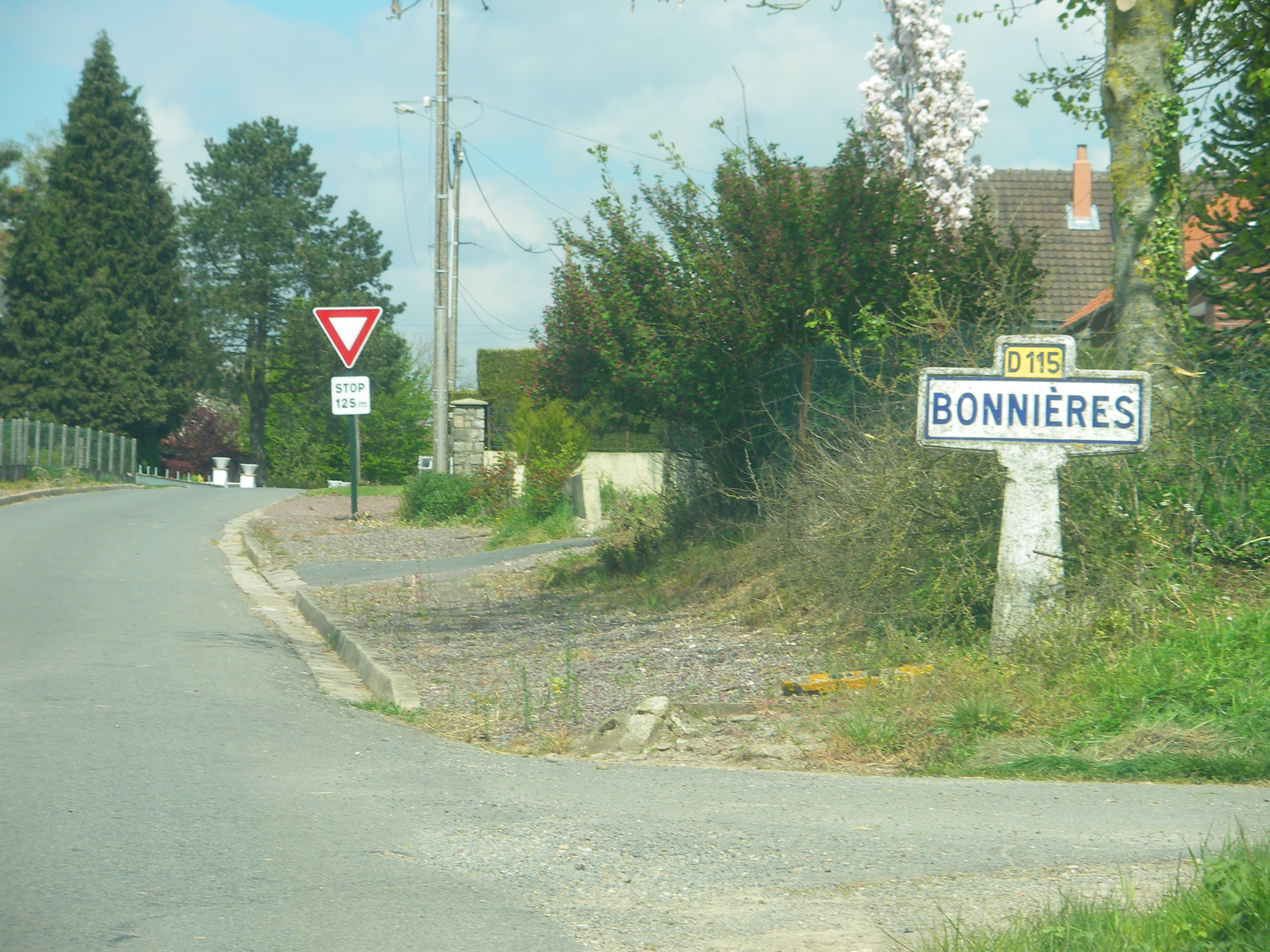
Une entrée de la commune.

### Typologie
Au 1er janvier 2024, Bonnières est catégorisée commune rurale à habitat dispersé, selon la nouvelle grille communale de densité à sept niveaux définie par l'Insee en 2022.
Elle est située hors unité urbaine et hors attraction des villes,.

### Voies de communication et transports

#### Voies de communication
La commune est desservie par les routes départementales D 114, D 115 et D 916 qui relie Saint-Pol-sur-Ternoise et Doullens.

## Toponymie
Le nom de la localité est attesté sous les formes Boniræ en 1079 (D.Bét., cartulaire  d'Auchy, p. 19). Boneres en  1163
(cartulaire de Saint-Georges, f° 3 r°), Boneries en 1172 (ibid., f° 6 v°), Boneriæ en 1196 (cart. de Cercamp). Boniiex, xu° s. (cart. de Saint-Georges, f° 20 r°). Bonieres en  1218 (D. Bét., cart. d'Auchy, p. 117), Bonneriœ en 1260 (abb. de
Cercamp., c. 11). Bounieres en 1271 (ibid.). Bonnierea, 1393 (ibid.). Bonnières en 1326 (cart. des charlr. de Gosnay, T.1, f°56 r°). Bouniere en 1326 (sc. d'Art., no 897). Bonnyères en 1515 (Arch. nat., F. 1005, no 1), Bounniers en 1640
(arch. de Béth., GG. 48).
Le nom de « Bonnières » viendrait de l'ancien français bonnier (ou bonier), désignant une mesure agraire dans le nord de la France et en Belgique, qui équivalait à plus ou moins un hectare, avec de grandes variations selon les régions.
D'un point de vue étymologique, toutes les hypothèses étant possibles, il est vraisemblable que Bonnières peut avoir été, à l'origine, un territoire dont la superficie s'étendait sur un tel bonnier.

## Histoire
Durant l'Ancien Régime, la paroisse dépendait des abbayes d'Anchin et de Cercamps.
Bonnières était le siège d'une seigneurie.
La commune a donné son nom à une importante famille noble, les de Bonnière, qui descendent au XVIIe siècle des comtes de Guînes.
- Guillaume de Bonnières, sire de Bonnières, a été chambellan du roi Charles VI et de Jean de Bourgogne (Jean Ier de Bourgogne dit Jean Sans Peur), puis gouverneur d'Arras, Bapaume, Renty.
- Jean Ier de Bonnières, sire de Bonnières, fils de Guillaume, a été chambellan du duc de Bourgogne Philippe le Bon et a épousé l'héritière des Souastre. Jean Ier, chevalier , seigneur de Souastre, a été gouverneur d'Arras.
- Jean II de Bonnières, fils de Jean Ier,  a été gouverneur de Dunkerque.
- Charles de Bonnières, fils de Jean II, chevalier, seigneur de Souastre, a été gouverneur de Saint-Omer.
- Philippe Albert de Bonnières, fils de Charles, seigneur de Souastre, a été gouverneur de Binche.
- Charles Ignace de Bonnières, chevalier, seigneur de Souastre, Maisnil, Noulette, Aigny, etc., plusieurs fois député de la noblesse d'Artois, issu de la très noble famille des comtes de Guînes, (son fils va ajouter le nom de « de Guînes » à son nom), est bénéficiaire de l'érection en comté de la terre de Souastre en 1676[25].
- Louis Benoit Hippolyte de Guisne de Bonnière, chevalier, seigneur de Souastre, obtient le 26 mars 1695 une sentence de noblesse en sa faveur[26].

### Circonscriptions d'Ancien Régime
Bonnières, en 1789, faisait partie de la généralité et de l'intendance d'Amiens, prévôté de Doullens, du bailliage et subdélégation d'Hesdin et disposait d'une coutume locale rédigée en 1507 d'après la coutume d'Artois
La paroisse relevait du diocèse d'Amiens, doyenné d'Auxi-le-Château et avait comme annexe l'église de Canteleu.

### Première Guerre mondiale
Pendant la Première Guerre mondiale, Bonnières était située à l'arrière du front d'Artois et de la Somme. Des troupes françaises sont passées par la commune. Y ont séjourné des soldats relevés du front et envoyés à l'arrière pour récupérer, reconstituer les unités, etc., par exemple au début de juillet 1915.

### Seconde Guerre mondiale
Au cours de la Seconde Guerre mondiale, Bonnières subit de lourds bombardements alliés en raison des trois rampes de lancement que les Allemands avaient construit aux abords du village, pour leurs missiles V1. Aucun V1 ne fut pourtant jamais lancé depuis Bonnières.
Un aérodrome militaire, situé entre le hameau de La Croix Tempez et celui de Beauvoir, a été aménagé de façon sommaire, dès septembre 1939 par la Royal Air Force, durant la Drôle de guerre, mais, inachevé, n'a pas été utilisé. Après l'Armistice du 22 juin 1940, il est mis en service par l'armée nazie et comprend une piste d'envol bétonnée (mesurant 980 m de long et 40 m de large), avec un taxiway ceinturant l'ensemble du site. À partir de 1943, il est abandonné et utilisé comme un leurre pour attirer les bombardiers alliés.
La commune est décorée de la croix de guerre 1939-1945 le 11 novembre 1948, distinction également attribuée à 28 autres communes du Pas-de-Calais.

### Fusion de communes
Canteleux était depuis des décennies la commune la moins peuplée du Pas-de-Calais et de l'ex-Nord-Pas-de-Calais avec ses 15 habitants recensés en 2015. Dépourvue de toute capacité d'action et de vie collective, elle a engagé en 2018 une réflexion en vue de sa fusion avec sa voisine — avec qui elle partageait la secrétaire de mairie — la commune de Bonnières.
La fusion est intervenue le 1er janvier 2019 et Bonnières a donc pris le statut de commune nouvelle à cette date,,.

## Politique et administration

### Découpage territorial
La commune se trouve dans l'arrondissement d'Arras du département du Pas-de-Calais.

#### Commune et intercommunalités
La commune faisait partie de la petite communauté de communes de la région de Frévent, créée fin 1998.
Dans le cadre des dispositions de la loi portant nouvelle organisation territoriale de la République (Loi NOTRe) du 7 août 2015, qui prévoit que les établissements publics de coopération intercommunale (EPCI) à fiscalité propre doivent avoir un minimum de 15 000 habitants, le préfet du Pas-de-Calais a publié le 12 octobre 2015 un projet de schéma départemental de coopération intercommunale qui prévoyait diverses fusion d'intercommunalité.
À l'initiative des intercommunalités concernées, la Commission départementale de coopération intercommunale (CDCI) adopte le 26 février 2016 un amendement à ce projet, proposant la fusion de : 
- la communauté de communes de l'Auxillois, regroupant 16 communes dont une de la Somme et 5 217 habitants[36] ;
- la communauté de communes de la région de Frévent, regroupant 12 communes et 6 567 habitants ;
- de la communauté de communes des Vertes Collines du Saint-Polois, regroupant 58 communes et 19 585 habitants
- de la communauté de communes du Pernois, regroupant 18 communes et 7 114 habitants

Le schéma, intégrant notamment cette évolution, est approuvé par un arrêté préfectoral du 30 mars 2016, et la communauté de communes du Ternois, dont la commune est désormais membre, est créée par un arrêté préfectoral du 30 août 2016 qui a pris effet le 1er janvier 2017.

#### Circonscriptions administratives
La commune fait partie depuis 1801 du canton d'Auxi-le-Château. Dans le cadre du redécoupage cantonal de 2014 en France, la commune est intégrée au canton de Saint-Pol-sur-Ternoise.

#### Circonscriptions électorales
Pour l'élection des députés, la commune fait partie de la première circonscription du Pas-de-Calais.

### Élections municipales et communautaires

#### Liste des maires
| Période                                  | Période                       | Identité        | Étiquette | Qualité |
| ---------------------------------------- | ----------------------------- | --------------- | --------- | --- |
| av.1919                                  | ?                             | Georges Harduin |           | Cultivateur, conseiller général du canton d'Auxi-le-Château                                                                     |
| Les données manquantes sont à compléter. |                               |                 |           | |
| mars 2001                                | En cours (au 15 juillet 2020) | Jean-Luc Faÿ    | UMP       | Président de la CC Région de Frévent (2008 → 2016) Vice-président de la CC du Ternois (2017 → ) Réélu pour le mandat 2020-2026, |

## Équipements et services publics

### Enseignement
La commune fait partie d'un regroupement pédagogique intercommunal (RPI) avec  Fortel-en-Artois, Villers-l'Hôpital, Buire-au-Bois, Rougefay, Vacquerie-le-Boucq, permettant la scolarisation dans le primaire de près de 220 enfants dans les années 2000/2010.

### Justice, sécurité, secours et défense
La commune dépend du tribunal judiciaire d'Arras, du conseil de prud'hommes d'Arras, de la cour d'appel de Douai, du tribunal de commerce d'Arras, du tribunal administratif de Lille, de la cour administrative d'appel de Douai et du tribunal pour enfants d'Arras.

## Population et société

### Démographie
Les habitants de la commune sont appelés les Bonnièrois.

#### Évolution démographique
L'évolution du nombre d'habitants est connue à travers les recensements de la population effectués dans la commune depuis 1793. Pour les communes de moins de 10 000 habitants, une enquête de recensement portant sur toute la population est réalisée tous les cinq ans, les populations de référence des années intermédiaires étant quant à elles estimées par interpolation ou extrapolation. Pour la commune, le premier recensement exhaustif entrant dans le cadre du nouveau dispositif a été réalisé en 2008.

En 2022, la commune comptait 667 habitants, en évolution de +1,21 % par rapport à 2016 (Pas-de-Calais : −0,72 %, France hors Mayotte : +2,11 %).
| 1793  | 1800  | 1806  | 1821  | 1831  | 1836  | 1841  | 1846  | 1851  |
| ----- | ----- | ----- | ----- | ----- | ----- | ----- | ----- | ----- |
| 1 131 | 1 132 | 1 094 | 1 053 | 1 107 | 1 067 | 1 045 | 1 047 | 1 035 |

| 1856 | 1861 | 1866  | 1872  | 1876  | 1881 | 1886 | 1891 | 1896 |
| ---- | ---- | ----- | ----- | ----- | ---- | ---- | ---- | ---- |
| 983  | 965  | 1 053 | 1 030 | 1 033 | 944  | 932  | 900  | 862  |

| 1901 | 1906 | 1911 | 1921 | 1926 | 1931 | 1936 | 1946 | 1954 |
| ---- | ---- | ---- | ---- | ---- | ---- | ---- | ---- | ---- |
| 822  | 841  | 821  | 743  | 753  | 734  | 719  | 529  | 746  |

| 1962 | 1968 | 1975 | 1982 | 1990 | 1999 | 2006 | 2008 | 2013 |
| ---- | ---- | ---- | ---- | ---- | ---- | ---- | ---- | ---- |
| 752  | 765  | 708  | 677  | 646  | 607  | 614  | 616  | 651  |

| 2018 | 2022 | - | - | - | - | - | - | - |
| ---- | ---- | - | - | - | - | - | - | - |
| 675  | 667  | - | - | - | - | - | - | - |

#### Pyramide des âges
En 2018, le taux de personnes d'un âge inférieur à 30 ans s'élève à 35,1 %, soit en dessous de la moyenne départementale (36,7 %). À l'inverse, le taux de personnes d'âge supérieur à 60 ans est de 29,2 % la même année, alors qu'il est de 24,9 % au niveau départemental.
En 2018, la commune comptait 343 hommes pour 332 femmes, soit un taux de 50,81 % d'hommes, largement supérieur au taux départemental (48,5 %).
Les pyramides des âges de la commune et du département s'établissent comme suit.
| Hommes | Classe d’âge | Femmes |
| ------ | ------------ | ------ |
| 0,6    | 90 ou +      | 2,1    |
| 7,9    | 75-89 ans    | 9,3    |
| 19,0   | 60-74 ans    | 19,6   |
| 19,0   | 45-59 ans    | 17,8   |
| 18,1   | 30-44 ans    | 16,6   |
| 15,2   | 15-29 ans    | 14,2   |
| 20,4   | 0-14 ans     | 20,5   |

| Hommes | Classe d’âge | Femmes |
| ------ | ------------ | ------ |
| 0,5    | 90 ou +      | 1,6    |
| 5,6    | 75-89 ans    | 8,9    |
| 16,7   | 60-74 ans    | 18,1   |
| 20,2   | 45-59 ans    | 19,2   |
| 18,9   | 30-44 ans    | 18,1   |
| 18,2   | 15-29 ans    | 16,2   |
| 19,9   | 0-14 ans     | 17,9   |

### Manifestations culturelles et festivités
- Ducasse  le 3e dimanche de mai.
- Bal du 13 juillet.
- rando quad Festi-Vallées organisé par l'association Autrement quad 62[51],[52].

## Économie
Les revenus des habitants sont essentiellement agricoles ou dépendent de l'agriculture, avec 25 exploitations sur la commune au début du XXe siècle.

## Culture locale et patrimoine

### Lieux et monuments
- L'église Saint-Aubin, édifiée en 1959-1961 sur les plans d'Yves Huchez d'Arras et Pierre-André Dufétel de Boulogne-sur-Mer, à l'emplacement d'un édifice des XVIe et XVIIe siècles détruit lors du bombardement de Bonnières du 24 décembre 1943.

Les baies en dalle de verre éclaté conçues par le verrier Gérard Lardeur occupent toute la surface des murs latéraux, un campanile se trouve à un angle de la façade.
- Le monument aux morts, constitué d'une stèle surmontée de la statue du Poilu écrasant l'aigle allemand réalisée par Charles-Henri Pourquet[54].

L'église.
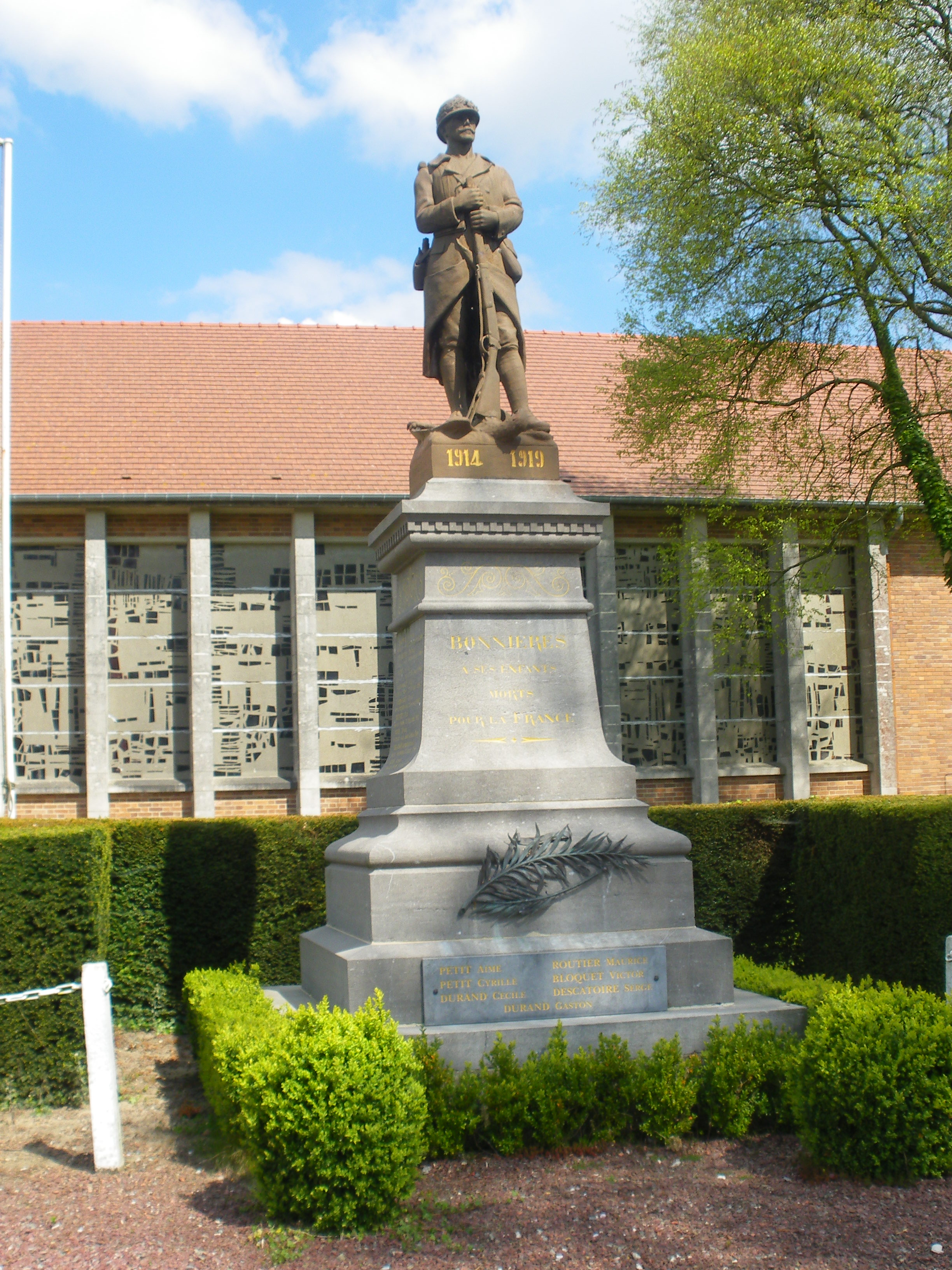
Le monument aux morts.

### Héraldique
| Blason de Bonnières | Blason  | Écartelé : aux 1er et 4e vairé d'or et d'azur, aux 2e et 3e d'azur semé de fleurs de lis d'or au cerf d'argent. Ornements extérieursCroix de guerre 1939-1945 |
| Blason de Bonnières | Détails | Adopté par la municipalité en 1994. |

## Pour approfondir